# Body Language Live
A Body Language Live az ausztrál énekesnő Kylie Minogue koncert DVD-je, amit 2003. november 15-én rögzítettek a londoni Hammersmith Apollo-ban a Money Can’t Buy promóciós koncerten alatt. A DVD 2004. július 12-én jelent meg és a teljes egy órás koncertet, színfalak mögötti felvételeket, a „Slow”, a „Red Blooded Woman” és a „Chocolate” című dalok videóklipjeit, felvételeket a „Chocolate” és a „Slow” előadásáról, háttérképeket és fotógalériát tartalmaz.
A Body Language Live-ot 15 000 példányban adták el Ausztráliában és az Ausztrál Hanglemezgyártók Szövetsége platinává minősítette. Az Egyesült Királyságban 25 000 példányt adtak el belőle és a Brit Hanglemezgyártók Szövetségétől aranylemez besorolást kapott 2005 márciusában.

## Számlista
1. „Still Standing”
2. „Red Blooded Woman”
3. „On a Night Like This”
4. „Je t’aime”/„Breathe”
5. „After Dark”
6. „Chocolate”
7. „Can’t Get You Out of My Head”
8. „Slow”
9. „Obsession”
10. „In Your Eyes”
11. „Secret (Take You Home)”
12. „Spinning Around”
13. „Love at First Sight”

## Minősítések és eladási adatok
| Ország                   | Helyezések   | Eladások |
| ------------------------ | ------------ | -------- |
| Ausztrália (ARIA)        | Platinalemez | 15 000+  |
| Egyesült Királyság (BPI) | Aranylemez   | 25 000+  |